# Tethya japonica
Tethya japonica är en svampdjursart som beskrevs av William Johnson Sollas 1888. Tethya japonica ingår i släktet Tethya och familjen Tethyidae. Inga underarter finns listade i Catalogue of Life.